# Neurogenin3
Neurogenin3 (ngn3) ist ein Transkriptionsfaktor, der zur Gruppe der Helix-loop-helix-Transkriptionsfaktoren gehört.
Neurogenin3 wird bei der Bildung der Nervenzellen (Neurogenese) und in der Anlage der Bauchspeicheldrüse exprimiert. In der Bauchspeicheldrüse ist ngn3 der primäre Schlüsselfaktor zur Differenzierung aller endokrinen Zelltypen der Langerhans-Inseln aus den epithelialen Vorläuferzellen. Die höchsten Konzentrationen finden sich in der Phase der frühen Organogenese der Bauchspeicheldrüse, zur Geburt hin nimmt sie deutlich ab und in Bauchspeicheldrüsen von Erwachsenen ist sie nahezu Null.
Das ngn3 kodierende Gen liegt beim Menschen auf Chromosom 10.